# Roy Kellino
Roy Kellino, de son vrai nom Philip Roy Gislingham, est un réalisateur et directeur de la photographie britannique né le 22 avril 1912 à Londres (Angleterre) et mort le 18 novembre 1956 à Los Angeles (Californie).

## Biographie
C'est le fils du réalisateur du muet W. P. Kellino.
Il a été marié à Pamela Kellino (en) dont il a divorcé et qui est ensuite devenue la première épouse de l'acteur britannique James Mason.

## Filmographie

### Cinéma
Réalisateur
- 1937 : Concerning Mr. Martin (en)
- 1937 : The Last Adventurers (en)
- 1937 : Catch As Catch Can
- 1938 : Father o'Nine
- 1939 : I Met a Murderer (en) (et producteur et directeur de la photographie)
- 1950 : Guilt Is My Shadow (en) (et scénariste)
- 1951 : Lady Possessed
- 1953 : Charade
- 1953 : Medicine Woman
- 1954 : Masquerade
- 1954 : Interlude
- 1954 : Bourbon Street
- 1954 : The Answer
- 1955 : Madeira! Madeira!
- 1955 : Uncle Fred Flits By
- 1955 : Trudy
- 1955 : Award
- 1955 : The Face of Danger
- 1955 : The Good Sister (et producteur)
- 1955 : Newspaper Man
- 1955 : Tusitala
- 1956 : Tunnel of Fear
- 1956 : The Silken Affair
- 1956 : The Listener

Producteur
- 1952 : The Child de James Mason

Effets spéciaux
- 1940 : Spare a Copper de John Paddy Carstairs
- 1940 : Sailors Three de Walter Forde
- 1941 : Ships with Wings de Sergei Nolbandov
- 1941 : The Big Blockade de Charles Frend
- 1942 : Went the Day Well? de Alberto Cavalcanti
- 1942 : The Goose Steps Out de Will Hay et Basil Dearden
- 1943 : My Learned Friend de Will Hay et Basil Dearden
- 1943 : The Bells Go Down de Basil Dearden
- 1943 : Undercover de Sergei Nolbandov
- 1943 : San Demetrio London de Charles Frend
- 1943 : The Halfway House de Basil Dearden
- 1944 : They Came to a City de Basil Dearden
- 1944 : For Those in Peril de Charles Crichton

Directeur de la photographie
- 1935 : Chipping Campden
- 1935 : The Phantom Light de Michael Powell
- 1935 : Late Extra
- 1935 : Foreign Affaires (en) de Tom Walls
- 1936 : Troubled Waters (en)
- 1936 : Pot Luck de Tom Walls
- 1936 : Rhythm in the Air (en) de Arthur B. Woods
- 1937 : Aren't Men Beasts! (en) de Graham Cutts
- 1937 : Calling All Ma's (en) de Redd Davis
- 1937 : Au service de Sa Majesté de Raoul Walsh
- 1938 : Kate Plus Ten (en) de Reginald Denham
- 1940 : The Proud Valley (en) de Pen Tennyson
- 1940 : Convoy (en) de Pen Tennyson
- 1945 : Johnny Frenchman (en) de Charles Frend